# Bonetto Floridi
Bonetto Floridi (Guarcino, XII-XIII secolo – ...) è stato crociato guarcinese.
Noto anche come Bonetto de' Floridi, partecipò alla settima o all'ottava crociata come console. Fu capitano delle milizie guarcinesi nella guerra tra Guarcino e Anticoli in Campagna, l'odierna Fiuggi. La guerra, vinta da Guarcino, ebbe origine da alcune controversie relative al possesso dei territori nelle zone di Le Prata e di Pratalonga e coinvolse diversi altri comuni, che si allearono con Guarcino o con Anticoli, a seconda dei propri interessi. Sposò una nobile di Frosinone, impersonificata come Delia de' Tosi nella novella dell'Agresti (vedi sotto).
Oggi sorge nella piazza principale (Piazza Umberto I) di Guarcino un monumento in bronzo dedicato a Bonetto, realizzata dallo scultore Angelo Enrico Canevari, a ricordo delle imprese del condottiero.

## Letteratura
Una novella di Antonio Agresti,
nota come "La profezia della maga", narra che, durante la guerra tra Guarcino e Anticoli, Bonetto decise di consultare una maga che viveva in una grotta appartenente al territorio anticolano, al fine di conoscere l'esito di un'importante battaglia (battaglia del lago di Canterno) che sarebbe avvenuta nei giorni immediatamente successivi. Durante la notte, il capitano riuscì a attraversare le linee nemiche e a raggiungere la maga. Questa gli predisse che "avrebbe vinto la battaglia ma sarebbe stato preso". La frase ambigua si rivelò esatta: Bonetto, al comando delle milizie guarcinesi fu vincitore sugli anticolani, ma fu poi catturato dalla bellezza di un'anticolana, di cui si innamorò.